# گاز طبیعی

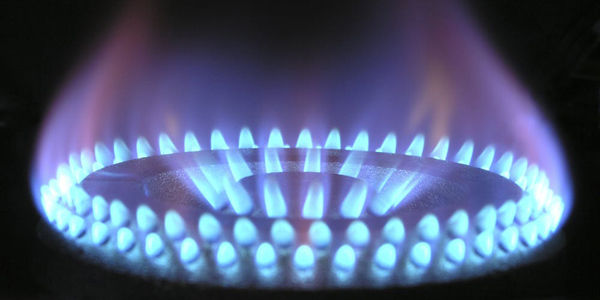
شعله گاز طبیعی روی اجاق گاز

گاز طبیعی که گاهی گاز فسیلی یا به سادگی گاز نیز نامیده می‌شود، مخلوطی طبیعی از هیدروکربن‌های گازی است که عمدتاً از متان و مقادیر کمتری از آلکان‌های بالاتر تشکیل شده‌است. مقادیر کمی از سایر گازها مانند دی‌اکسید کربن، نیتروژن، سولفید هیدروژن و هلیوم نیز معمولاً در آن وجود دارد. گاز طبیعی بی‌رنگ و بی‌بو است، و به همین دلیل از گازهایی مانند مرکاپتان (مانند متیل مرکاپتان و اتیل مرکاپتان که بویی شبیه به گوگرد یا تخم مرغ فاسد می‌دهد) برای بودار کردن آن به منابع گاز طبیعی اضافه می‌شود تا در صورت نشت به راحتی قابل تشخیص باشد.
گاز طبیعی یک سوخت فسیلی است و منبع تجدیدناپذیر محسوب می‌شود که وقتی لایه‌هایی از مواد آلی (عمدتاً میکروارگانیسم‌های دریایی) در شرایط بی‌هوازی تجزیه می‌شوند و طی میلیون‌ها سال در زیر زمین تحت فشار و گرمای شدید قرار می‌گیرند، تشکیل می‌شود. انرژی را که ارگانیسم‌های پوسیده در اصل از طریق فتوسنتز از خورشید به دست می‌آورند به شکل انرژی شیمیایی در مولکول‌های متان و سایر هیدروکربن‌ها ذخیره می‌شود.
گاز طبیعی را می‌توان برای گرمایش، پخت و پز و تولید برق سوزاند. همچنین به عنوان یک ماده اولیه شیمیایی در ساخت پلاستیک و سایر مواد شیمیایی آلی مهم تجاری کاربرد دارد و گاهی نیز به عنوان سوخت در وسایل نقلیه استفاده می‌شود.
گاز طبیعی را می‌توان در سازندهای زمین‌شناسی زیرزمینی، اغلب در کنار سایر سوخت‌های فسیلی مانند زغال‌سنگ و نفت یافت. عمدهٔ گاز طبیعی از طریق فرآیندهای بیوژنیک یا ترموژنیک ایجاد شده‌است. گاز بیوژنیک یا زیست زاد زمانی تشکیل می‌شود که موجودات متان‌زا در مرداب‌ها، باتلاق‌ها، محل‌های دفن زباله و رسوبات کم عمق به صورت بی‌هوازی تجزیه می‌شوند اما در معرض دما و فشار بالا قرار نمی‌گیرند. تشکیل گاز ترموژنیک یا گرمازاد مدت زمان بیشتری طول می‌کشد و زمانی ایجاد می‌شود که مواد آلی در اعماق زمین گرم و فشرده می‌شوند.
در فرایند تولید نفت، گاهی گاز طبیعی به جای جمع‌آوری و استفاده، در مشعل‌هایی سوزانده می‌شود. قبل از اینکه گاز طبیعی به عنوان سوخت سوزانده شود یا در فرآیندهای تولید استفاده شود، تقریباً همیشه باید برای حذف ناخالصی‌هایی مانند آب، فرآوری شود. محصولات جانبی این فرآوری شامل اتان، پروپان، بوتان‌ها، پنتان‌ها و هیدروکربن‌های با وزن مولکولی بالاتر هستند. سولفید هیدروژن (که می‌توان آن را به گوگرد خالص تبدیل کرد)، دی‌اکسید کربن، بخار آب و گاهی هلیوم و نیتروژن نیز باید حذف شوند.

## تاریخچه
گاز طبیعی می‌تواند به نحوی طبیعی از زمین خارج شود و باعث آتش‌سوزی طولانی‌مدت شود. در یونان باستان، شعله‌های گاز در کوه کیمرا (Chimaera) به ایجاد موجودی اساطیری و آتش‌نفس‌نکش به نام شیمر نقش داشت. در چین باستان، گاز حاصل از حفاری برای آب‌نمک برای اولین بار در حدود ۴۰۰ سال قبل از میلاد مورد استفاده قرار می‌گرفت. چینی‌ها گاز طبیعی به‌دست آمده از زمین را با خطوط لوله‌ای خام ساخته شده از بامبو به مکانی دیگر و برای جوشاندن آب نمک و برداشت نمک در منطقه زیلیوژینگ در سیچوآن منتقل می‌کردند.
کشف و شناسایی گاز طبیعی در قاره آمریکا در سال ۱۶۲۶ میلادی اتفاق افتاد. در سال ۱۸۲۱ میلادی، ویلیام هارت با موفقیت اولین چاه گاز طبیعی را در فردونیا، نیویورک، ایالات متحده حفر کرد و منجر به تشکیل شرکت «Fredonia Gas Light Company» شد. شهر فیلادلفیا اولین شرکت توزیع گاز طبیعی متعلق به شهرداری این شهر را در سال ۱۸۳۶ میلادی ایجاد کرد.

### گاز طبیعی

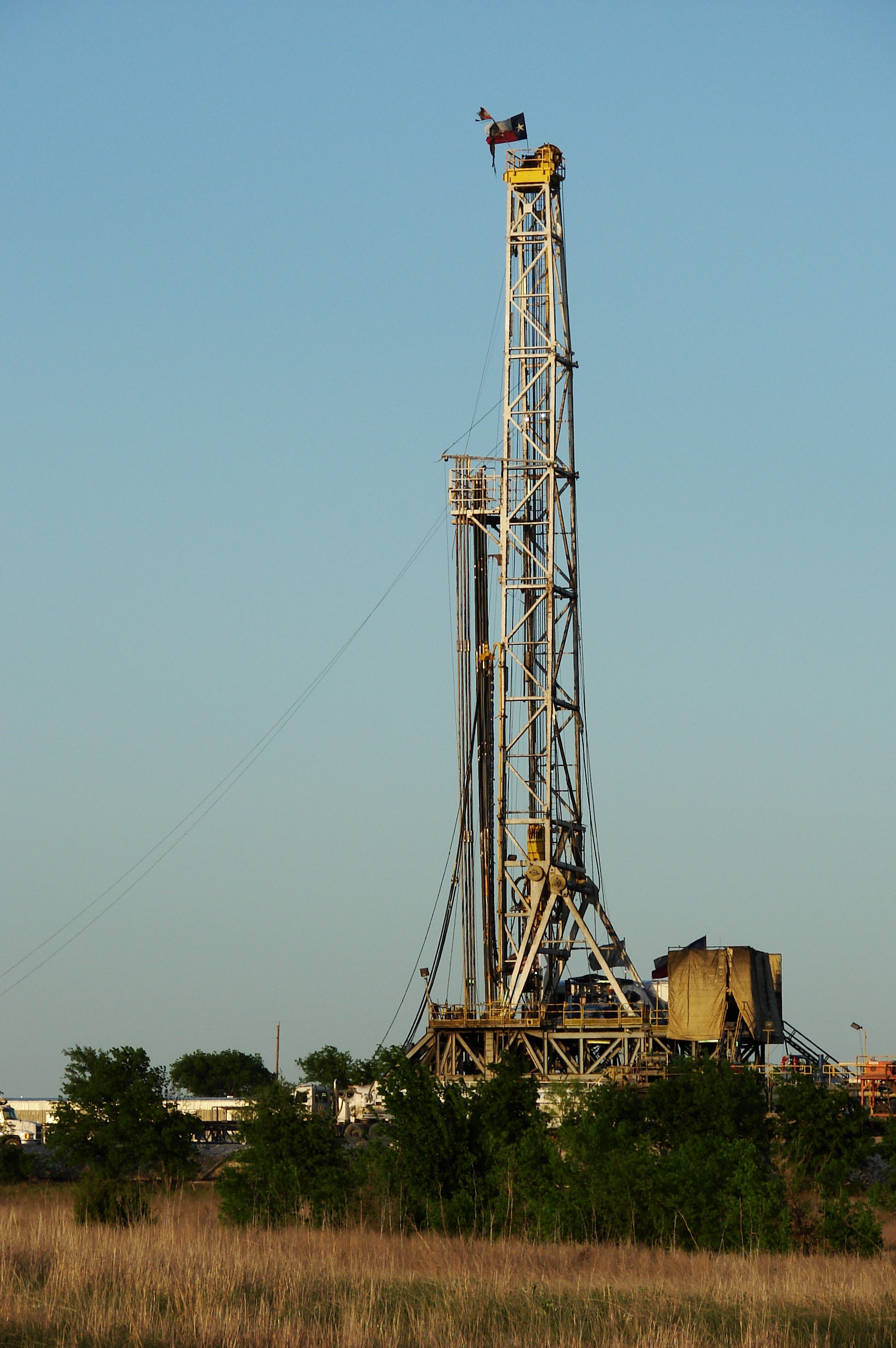
دکل حفاری گاز شیل در تگزاس

در قرن نوزدهم، گاز طبیعی عمدتاً به عنوان محصول جانبی تولید نفت به دست می‌آمد. زنجیره‌های کربنی کوچک و سبک با کاهش فشار از مخزن نفت تا سطح زمین از داخل محلول آزاد می‌شدند، شبیه به باز کردن در یک بطری نوشابه که در آن دی‌اکسید کربن جوش می‌زند. گاز اغلب به عنوان یک محصول جانبی، یک خطر و یک مشکل دفع در میدان‌های نفتی فعال در نظر گرفته می‌شد. تا زمانی که خطوط لوله نسبتاً گران‌قیمت و تأسیسات ذخیره‌سازی برای رساندن گاز به بازارهای مصرف ساخته نشده بود، امکان استفاده از این حجم بالای گاز تولید شده وجود نداشت.
تا اوایل قرن بیستم، بیشتر گاز طبیعی مرتبط با نفت یا به سادگی به هوا آزاد می‌شد یا در میدان‌های نفتی سوزانده می‌شد. تخلیه گاز به هوای آزاد و سوزاندن آن هنوز در دوران مدرن انجام می‌شود، اما تلاش‌ها در سراسر جهان برای جایگزینی این روش‌ها با سایر جایگزین‌های اقتصادی و مفید ادامه دارد. گاز ناخواسته (یا گاز سرگردان فاقد بازار) اغلب از طریق چاه‌های «تزریق» به مخزن بازگردانده می‌شود، که هدف از این کار ذخیره برای بازار احتمالی آینده یا فشرده سازی مجدد سازند است، که می‌تواند نرخ استخراج نفت از چاه‌های دیگر را افزایش دهد. در مناطقی با تقاضای گاز طبیعی بالا (مانند ایالات متحده)، خطوط لوله زمانی ساخته می‌شوند که انتقال گاز از محل چاه به مصرف‌کننده نهایی از نظر اقتصادی امکان‌پذیر باشد.
علاوه بر انتقال گاز از طریق خطوط لوله برای استفاده در تولید برق، سایر مصارف نهایی گاز طبیعی عبارتند از صادرات به عنوان گاز طبیعی مایع (LNG) یا تبدیل گاز طبیعی به سایر محصولات مایع از طریق فناوری‌های تبدیل گاز به مایع (GTL). فناوری‌های تبدیل گاز به مایع می‌توانند گاز طبیعی را به محصولات مایع مانند بنزین، دیزل یا سوخت جت تبدیل کنند. انواع فناوری‌های GTL از جمله فیشر-تروپش (F-T)، متانول به بنزین (MTG) و سین‌گاز به بنزین پلاس (STG+) توسعه یافته‌اند. فرایند F-T یک نفت خام مصنوعی تولید می‌کند که می‌تواند بیشتر فراوری شده و به محصولات نهایی تبدیل شود، در حالی که فرایند MTG می‌تواند بنزین مصنوعی را از گاز طبیعی تولید کند. فرایند STG+ می‌تواند بنزین، گازوئیل، سوخت جت و مواد شیمیایی معطر را مستقیماً از گاز طبیعی از طریق یک فرایند تک حلقه تولید کند. در سال ۲۰۱۱، کارخانه فرایند F-T شرکت رویال داچ شل با ظرفیت ۱۴۰ هزار بشکه در روز، در قطر راه اندازی شد.
گاز طبیعی می‌تواند «همبسته» (موجود در میدان‌های نفتی) یا «غیر مرتبط» (منزوی شده در میدان‌های گاز طبیعی) باشد، و همچنین در بسترهای زغال‌سنگ (به عنوان متان زغال‌سنگ) یافت می‌شود.

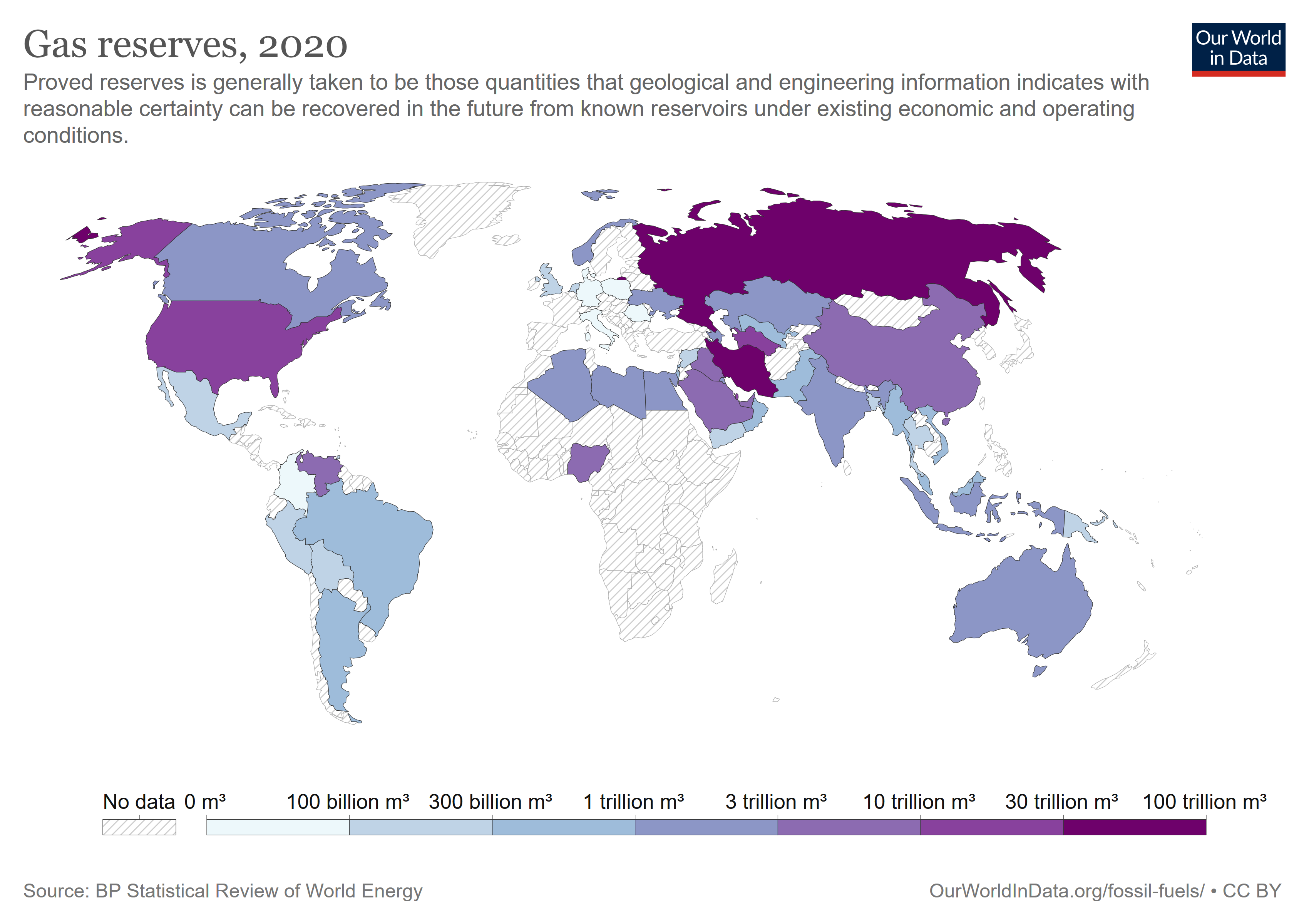
نقشه جهانی ذخایر اثبات شده گاز طبیعی در سال ۲۰۲۰.

در مورد اینکه کدام کشور بزرگ‌ترین ذخایر گاز اثبات شده در جهان را دارد، اختلاف نظر وجود دارد. منابعی که معتقدند روسیه تاکنون بزرگ‌ترین ذخایر اثبات شده را دارد شامل آژانس اطلاعات مرکزی ایالات متحده (۴۷۶۰۰ کیلومترمکعب) و اداره اطلاعات انرژی (۴۷۸۰۰ کیلومترمکعب) و همچنین سازمان کشورهای صادرکننده نفت (۴۸۷۰۰ کیلومترمکعب) است. درعوض، بریتیش پترولیوم، روسیه را تنها دارای ۳۲۹۰۰ کیلومتر مکعب گاز می‌داند که این کشور را کمی پس از ایران (۳۳۱۰۰ تا ۳۳۸۰۰ کیلومتر مکعب، بسته به منبع) در رتبه دوم قرار می‌دهد.
تخمین زده می‌شود که حدود ۹۰۰ هزار کیلومتر مکعب گاز «غیر متعارف» مانند گاز شیل وجود دارد که ۱۸۰ هزار کیلومتر مکعب آن ممکن است قابل استخراج باشد.
بزرگ‌ترین میدان گازی جهان میدان میعانات گازی پارس جنوبی / گنبد شمالی دریایی است که بین ایران و قطر مشترک است. تخمین زده می‌شود که ۵۱۰۰۰ کیلومتر مکعب گاز طبیعی و ۵۰ میلیارد بشکه (۷٫۹ میلیارد متر مکعب) میعانات گازی طبیعی در این میدان گازی موجود باشد.

### گاز شیل

گاز شیل در مقایسه با سایر انواع ذخایر گازی.

گاز شیل همان گاز طبیعی است که از درون شیل استخراج می‌شود. از آنجایی که سنگ شیل دارای نفوذپذیری ماتریس بسیار پایینی است که اجازه نمی‌دهد گاز در مقادیر اقتصادی از درون آن جریان یابد، چاه‌های گاز شیل از شکستن این سنگ‌ها برای ایجاد جریان گاز استفاده می‌کنند. چاه‌های اولیه گاز شیل به شکستگی‌های طبیعی که از درون آن گاز جریان می‌یابد، وابسته بودند؛ اما امروزه تقریباً همه چاه‌های گاز شیل با ایجاد شکستگی‌های مصنوعی توسط شکست هیدرولیکی فعالیت می‌کنند. از سال ۲۰۰۰، گاز شیل به منبع اصلی گاز طبیعی در ایالات متحده و کانادا تبدیل شده‌است. به دلیل افزایش تولید گاز شیل، ایالات متحده در سال ۲۰۱۴ اولین تولیدکننده گاز طبیعی در جهان بود.‌تولید گاز شیل در ایالات متحده به عنوان «انقلاب گاز شیل» و به عنوان «یکی از رویدادهای برجسته در قرن بیست و یکم» توصیف شده‌است.
به دنبال افزایش تولید در ایالات متحده، اکتشاف گاز شیل در کشورهایی مانند لهستان، چین و آفریقای جنوبی آغاز شده‌است. زمین شناسان چینی حوضه سیچوان را به عنوان یک هدف امیدوارکننده برای حفاری گاز شیل شناسایی کرده‌اند، زیرا شیل‌های آنجا با شیل‌هایی که تولیدشان در ایالات متحده به اثبات رسیده‌است، شباهت دارد.

### گاز زغال‌سنگ
گاز زغال‌سنگ یک سوخت گازی قابل اشتعال است که از تقطیر مخرب زغال‌سنگ ساخته می‌شود. این گاز شامل انواع گازهای گرمازا از جمله هیدروژن، مونوکسید کربن، متان و سایر هیدروکربن‌های فرار، همراه با مقادیر کمی از گازهای غیرگرمازا مانند دی‌اکسید کربن و نیتروژن است و مانند گاز طبیعی از آن استفاده می‌شد. این گاز یک فناوری قدیمی است و معمولاً از نظر اقتصادی با سایر منابع سوخت گازی امروزی قابل رقابت نیست.

## چگالی گاز طبیعی

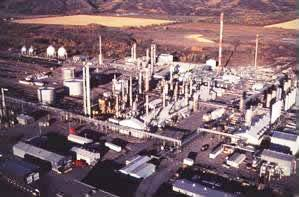
یک واحد صنعتی فرآیندهای گاز طبیعی

چگالی گاز متان ۵۵ صدم است، ولی با توجه به ترکیبات سنگین تر همراه گاز طبیعی، چگالی آن می‌تواند به حدود ۶۵ صدم نیز برسد؛ بنابراین گاز طبیعی از هوا سبکتر بوده و در صورت نشت از خطوط لوله یا سایر اجزاء شبکه گاز یا لوله‌کشی وسایل گاز سوز در منازل به سمت بالا حرکت می‌کند و در مکان‌های مسقف قسمت زیادی از گاز نشت شده در زیر سقف تجمع پیدا می‌کند.
اما سبکتر بودن گاز طبیعی باعث نمی‌شود که همه گاز نشت یافته از یک محل به سمت بالا برود بلکه بخشی از گاز نیز، به ویژه در صورتی که عناصر تشکیل دهنده هوا با آن اختلاط کامل پیدا کنند، به همراه هوا به اطراف نیز پراکنده می‌شود؛ و چون غلظتهای پایین گاز در هوا خطرناکتر است قابلیت انفجار در اطراف محل نشت نیز وجود دارد.
گاز طبیعی بعد از هیدروژن پاک‌ترین نوع سوخت فسیلی برای طبیعت است؛ زیرا عمدتاً دی‌اکسید کربن و بخار آب تولید می‌کند. علاوه بر این متان یکی از مواد خام اصلی برای ساخت حلال‌ها و دیگر مواد شیمیایی ارگانیک است. پروپان و بوتان نیز از گاز طبیعی استخراج می‌شوند. گاز نفتی مایع شده (Liquefied Petroleum Gas) یا (LPG) اصولاً همان پروپان است و اغلب به جای گاز طبیعی در مناطق فاقد خطوط لوله مورد استفاده قرار می‌گیرد.
گاز طبیعی غالباً ناخالصی‌هایی چون دی‌اکسید کربن (گاز اسیدی)، سولفید هیدروژن (گاز ترش) و آب و همچنین نیتروژن، هلیوم و سایر گازهای نادر را به همراه دارد. دی‌اکسید را به حوزه‌های نفتی قدیمی تخلیه شده تزریق می‌کنند تا تولید آن‌ها افزایش یابد. نیتروژن نیز گازی است قابل تزریق به حوزه‌های نفتی و هلیوم در صنایع الکترونیک تارتل موارد استفاده ارزشمند و فراوان دارد.
سولفید هیدروژن (H2S) بسیار سمی است و مقادیر بسیار ناچیز آن نیز می‌تواند کشنده و مهلک باشد. سولفید هیدروژن بسیار خورنده و فرساینده است و می‌تواند به لوله‌ها، اتصالات و شیرهای چاه آسیب و خسارت وارد کند؛ بنابراین قبل از انتقال گاز طبیعی به خطوط لوله، سولفید هیدروژن جداسازی شده و دی‌اکسید کربن و آب آن نیز از طریق آب‌زدایی یا نمک‌گیری گرفته می‌شود.

## ذخیره‌سازی و حمل و نقل

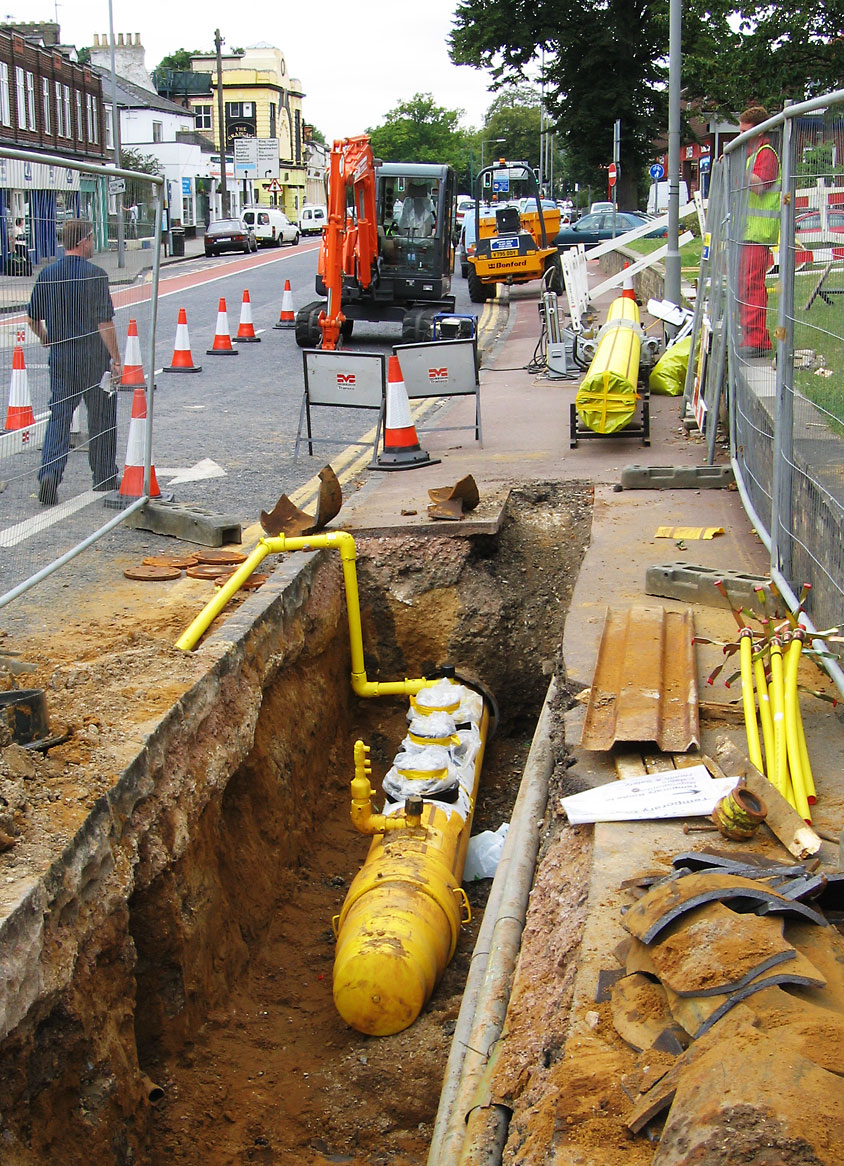
لوله اصلی پلی اتیلنی گاز در داخل ترنچ.

ذخیره‌سازی گاز طبیعی یا حمل و نقل آن با وسیله نقلیه به دلیل چگالی کم آن آسان نیست. ایجاد خطوط لوله گاز طبیعی در امتداد اقیانوس‌ها غیر عملی هستند، زیرا گاز باید خنک شده و سپس فشرده شود، زیرا اصطکاک در خطوط لوله باعث گرم شدن گاز می‌شود. بسیاری از خطوط لوله موجود در ایالات متحده در آستانه رسیدن به ظرفیت نهایی خود هستند و برخی از سیاستمداران نماینده ایالت‌های شمالی را بر آن داشته تا از کمبودهای احتمالی صحبت کنند. هزینه تجارت زیاد نشان می‌دهد که بازارهای گاز طبیعی در سطح جهانی کاملاً غیر یکپارچه هستند و این امر باعث تفاوت قیمت قابل توجهی در بین کشورها می‌شود. در اروپای غربی، شبکه خط لوله گاز در حال حاضر متراکم است.
کریرهای ال‌ان‌جی، گاز طبیعی مایع (LNG) را در امتداد اقیانوس‌ها حمل می‌کنند، در حالی که کامیون تانکرها می‌توانند گاز طبیعی فشرده (CNG) یا گاز طبیعی مایع (LNG) را در مسافت‌های کوتاه‌تری حمل کنند.
گاز در یک کارخانه مایع سازی به مایع تبدیل می‌شود و در کارخانه تبدیل مجدد به گاز در ترمینال به شکل گاز بازمی‌گردد. تجهیزات گازرسانی مجدد کشتی نیز مورد استفاده قرار می‌گیرد. LNG شکل ارجح برای حمل و نقل گاز طبیعی در مسافت‌های طولانی و حجم بالا است، در حالی که برای حمل و نقل گاز برای مسافت‌های تا ۴۰۰۰ کیلومتر از روی خشکی و تقریباً ۲۰۰۰ کیلومتر از فراساحل، استفاده از خطوط لوله ترجیح داده می‌شود.
CNG در فشار بالا، معمولاً بالای ۲۰۰ بار حمل می‌شود. کمپرسورها و تجهیزات رفع فشار سرمایه کمتری دارند و ممکن است در اندازه‌های کوچکتر نسبت به کارخانه‌های مایع سازی/گازسازی مجدد مقرون به صرفه باشند. کامیون‌ها و حامل‌های گاز طبیعی می‌توانند آن را مستقیماً به کاربران نهایی یا به نقاط توزیع مانند خطوط لوله انتقال دهند.
گاز طبیعی می‌تواند به‌طور غیر مستقیم از طریق جذب در سایر خروجی‌های فیزیکی صادر شود. یک مطالعه اخیر نشان می‌دهد که گسترش تولید گاز شیل در ایالات متحده باعث کاهش قیمت‌ها نسبت به سایر کشورها شده‌است. این امر باعث رونق صادرات بخش تولید صنایع انرژی‌بر شده‌است، به طوری که میانگین واحد دلاری صادرات تولیدی ایالات متحده تقریباً محتوای انرژی خود را بین سال‌های ۱۹۹۶ و ۲۰۱۲ سه برابر افزایش داده‌است.

## کاربردها

نمودار روند شماتیک معمول در فرآوری گاز طبیعی

گاز طبیعی عمدتاً در نیمکره شمالی استفاده می‌شود. آمریکای شمالی و اروپا از مصرف‌کنندگان عمده آن هستند.
اغلب گازهای سر چاهی نیاز به حذف مولکول‌های هیدروکربنی مختلف موجود در گاز دارند. برخی از این گازها عبارتند از هپتان، پنتان، پروپان و سایر هیدروکربن‌هایی که وزن مولکولی بالاتری از متان (CH4) دارند. خطوط لوله انتقال گاز طبیعی به کارخانه یا واحد پردازش گاز طبیعی امتداد می‌یابد تا هیدروکربن‌های با وزن مولکولی بالاتر را حذف کرده و گاز طبیعی با محتوای انرژی بین ۳۵ تا ۳۹ مگاژول بر متر مکعب تولید کند. سپس این گاز طبیعی فرآوری شده می‌توان برای مصارف مسکونی، تجاری و صنعتی استفاده کرد.

### گاز طبیعی میان-مسیر

موتورِ کمپرسورهای گاز طبیعی میان-مسیری معمولاً به گازی با محتوای انرژی ۳۵ تا ۳۹ مگاژول بر متر مکعب نیاز دارند تا بتوانند با مشخصات نامی درج شده بر روی پلاک دستگاه کار کنند.

گازی که در خطوط توزیع گاز طبیعی جریان پیدا می‌کند را گاز میان-مسیر یا میان-جریان (mid-stream) می‌نامند و اغلب برای تأمین انرژی موتورهایی که کمپرسورها را می‌چرخاند استفاده می‌شود. این کمپرسورها در خط انتقال برای تحت فشار قرار دادن و فشار مجدد گاز طبیعی میان مسیر در حین حرکت گاز مورد نیاز هستند. به‌طور معمول، موتورهای کمپرسورهای گاز طبیعی به گازی با محتوای انرژی ۳۵ تا ۳۹ مگاژول بر متر مکعب نیاز دارند تا بتوانند با مشخصات تعیین شده بر روی پلاک دستگاه کار کنند. چندین روش برای جداسازی این گازهای با وزن مولکولی بالاتر، جهت استفاده توسط موتور گاز طبیعی وجود دارد که برخی از آنها عبارتند از:
- واحدهای ژول-تامسون
- سیستم کرایوژنیک یا چیلر
- سیستم شیمیایی آنزیمی

### تولید برق

نقشه جهانی درصد برق تولیدی هر کشور از گاز.

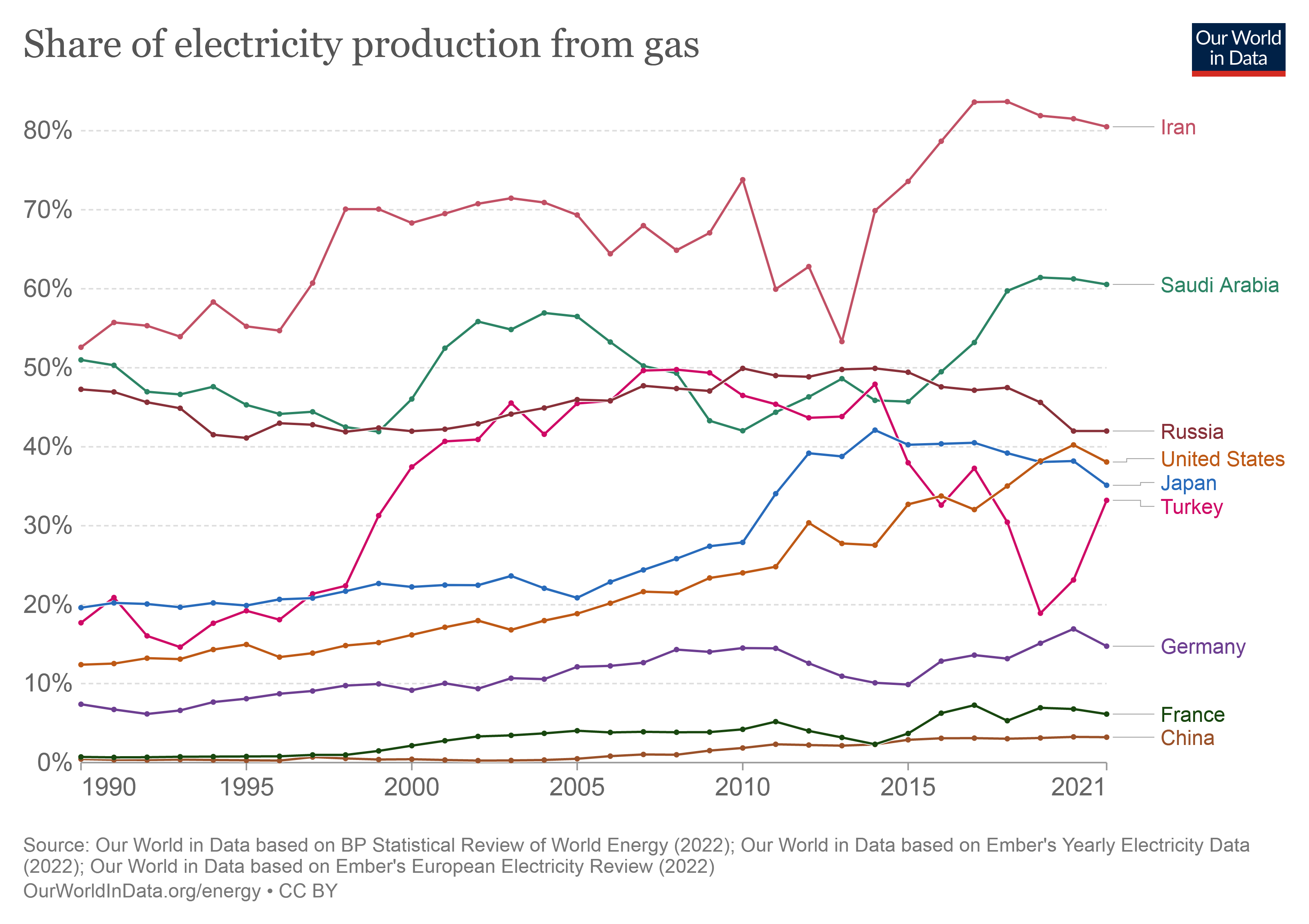
مقایسه ایران و برخی کشورهای دیگر در سهم استفاده از گاز طبیعی برای تولید برق.

نیروگاه گازی، نوعی نیروگاه حرارتی است که گاز طبیعی را برای تولید برق می‌سوزاند. نیروگاه‌های گاز طبیعی تقریباً یک چهارم برق جهان و بخش قابل توجهی از انتشار گازهای گلخانه‌ای جهانی و در نتیجه تغییرات آب و هوایی را تولید می‌کنند. با این حال، این نیروگاه‌ها می‌توانند برای متعادل کردن انرژی تجدیدپذیر (که تولید برق آنها بسته به شرایط آب و هوایی متغیر است)، با تقاضا سازگار شده و بسته به نیاز برق تولید کنند.

### مصارف خانگی
گاز طبیعی که در یک محیط مسکونی توزیع می‌شود می‌تواند دمایی بیش از ۱۱۰۰ درجه سلسیوس ایجاد کند که آن را به یک سوخت خانگی قدرتمند برای پخت و پز و گرمایش تبدیل می‌کند. در بسیاری از کشورهای توسعه یافته گاز از طریق لوله‌کشی به خانه‌ها عرضه می‌شود، که از آن برای اهداف بسیاری از جمله روشن کردن اجاق گاز و فر، گرمایش یا سرمایش و گرمایش مرکزی استفاده می‌شود.

### حمل و نقل
CNG جایگزین تمیزتر و ارزان‌تری برای سایر سوخت‌های خودرو از جمله بنزین است. تا پایان سال ۲۰۱۴، بیش از ۲۰ میلیون وسیله نقلیه گاز طبیعی در سراسر جهان وجود داشت که در راس آنها ایران (۳٫۵ میلیون)، چین (۳٫۳ میلیون)، پاکستان (۲٫۸ میلیون)، آرژانتین (۲٫۵ میلیون)، هند (۱٫۸ میلیون) و برزیل (۱٫۸ میلیون) قرار دارند. راندمان انرژی خودروهای گازسوز عموماً برابر با موتورهای بنزینی است، اما در مقایسه با موتورهای دیزلی مدرن کمتر است. خودروهای بنزینی یا دیزلی که برای کار با گاز طبیعی تغییر داده می‌شوند به دلیل نسبت تراکم پایین موتورهایشان رنج می‌برند که این امر منجر به کاهش توان تحویلی هنگام کار با گاز طبیعی می‌شود (۱۰ تا ۱۵ درصد). با این حال، موتورهای مخصوص CNG از نسبت تراکم بالاتری استفاده می‌کنند که دلیل آن عدد اکتان بالاتر گاز طبیعی است (عدد اکتان گاز طبیعی ۱۲۰–۱۳۰ است).
علاوه بر استفاده در وسایل نقلیه جاده‌ای، CNG را می‌توان در هواپیما نیز استفاده کرد. به عنوان مثال، سازنده هواپیمای روسی توپولف، پروژه توسعه‌ای را برای تولید هواپیماهای LNG و هیدروژن دنبال می‌کند.

### تولید کود
گاز طبیعی یک ماده اولیه اصلی برای تولید آمونیاک، از طریق فرایند هابر، برای استفاده در تولید کود است. توسعه کود نیتروژن مصنوعی به‌طور قابل توجهی از رشد جمعیت جهانی حمایت کرده‌است - تخمین زده شده‌است که تقریباً نیمی از مردم روی زمین در حال حاضر در نتیجه استفاده از کود نیتروژن مصنوعی تغذیه می‌شوند.

### سایر کاربردها
گاز طبیعی همچنین در ساخت پارچه، شیشه، فولاد، پلاستیک، رنگ، روغن مصنوعی و سایر محصولات استفاده می‌شود.

## گاز طبیعی جذب شده (ANG)
یکی از روش‌های ذخیره‌سازی گاز طبیعی به صورت جذب شده می‌باشد. در این فرایند از جاذب‌های خاصی مانند کربن فعال در دما اتاق و فشار ۳٫۵ تا ۴ مگا پاسکال استفاده می‌شود. از این نوع ذخیره‌سازی می‌توان برای انتقال گاز یا در وسایل نقلیه استفاده نمود. مقدار گاز طبیعی جذب شده به بازیابی شده (نسبت حجم به حجم) از پارامترهای مهم در طراحی این فرایند می‌باشد که بهترین ظرفیت از نظر اقتصادی برای جاذب مورد استفاده حدود ۱۵۰ می‌باشد.

## محتوا و چگالی انرژی، آمار و قیمت‌گذاری

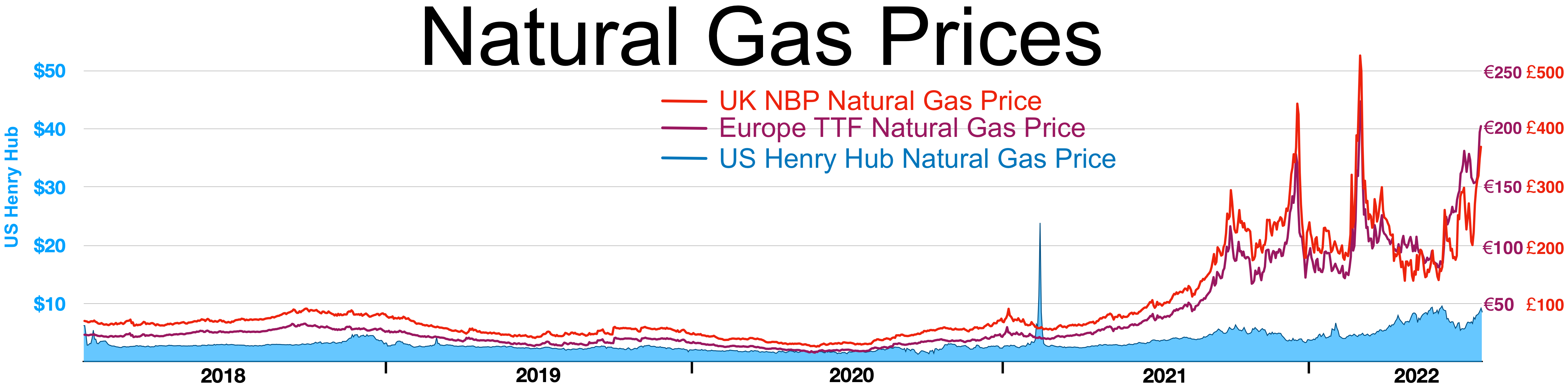
نمودار تاریخی قیمت گاز طبیعی در اروپا و ایالات متحده

مقادیر کمی گاز طبیعی در متر مکعب استاندارد (متر مکعب گاز در دمای ۱۵ درجه سلسیوس (۵۹ درجه فارنهایت)) و فشار ۱۰۱٫۳۲۵ کیلوپاسکال (۱۴٫۶۹۵۹ پوند بر اینچ مربع) یا فوت مکعب استاندارد (فوت مکعب گاز در دمای ۶۰٫۰ درجه فارنهایت و فشار ۱۴٫۷۳ پوند بر اینچ مربع (۱۰۱٫۶ کیلوپاسکال)، (۱ متر مکعب استاندارد = ۳۵٫۳۰۱ فوت مکعب استاندارد) محاسبه می‌شود. گرمای ناخالص احتراق گاز طبیعی دارای کیفیت تجاری حدود ۳۹ مگاژول بر متر مکعب (۰٫۳۱ کیلووات-ساعت بر فوت مکعب) می‌باشد. این عدد اما می‌تواند چندین درصد و حدود ۵۰ تا ۵۴ MJ/kg وابسته به چگالی متفاوت باشد. برای مقایسه، گرمای احتراق متان خالص 37.7 MJ در هر متر مکعب استاندارد یا ۵۵٫۵ MJ/kg است.

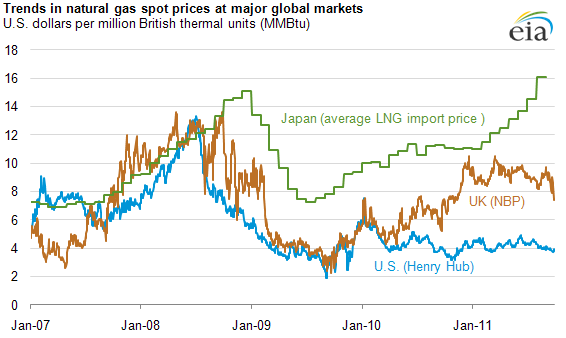
مقایسه قیمت گاز طبیعی در ژاپن، بریتانیا، و ایالات متحده در سالهای ۲۰۰۷ تا ۲۰۱۱ میلادی

به جز در اتحادیه اروپا، ایالات متحده و کانادا، گاز طبیعی در واحدهای خرده فروشی گیگاژول (به انگلیسی:gigajoule) فروخته می‌شود. LNG (گاز طبیعی مایع) و LPG (گاز نفتی مایع‌شده) با متریک تن (۱۰۰۰ کیلوگرم) یا میلیون BTU به معامله می‌شود. قراردادهای بلندمدت توزیع گاز طبیعی به مترمکعب و قراردادهای LNG بر حسب تن متریک امضا می‌شود. LNG و LPG توسط کشتی‌های حمل و نقل تخصصی گاز طبیعی حمل می‌شوند. گاز در دماهای کرایوژنیک مایع می‌شود. مشخصات هر محموله LNG/LPG معمولاً حاوی اطلاعاتی مربوط به محتوای و چگالی انرژی است، اما این اطلاعات به‌طور کلی در دسترس عموم نیست. اتحادیه اروپا قصد دارد در سال ۲۰۲۲ میلادی وابستگی گازی خود به روسیه را به میزان دو سوم کاهش دهد.

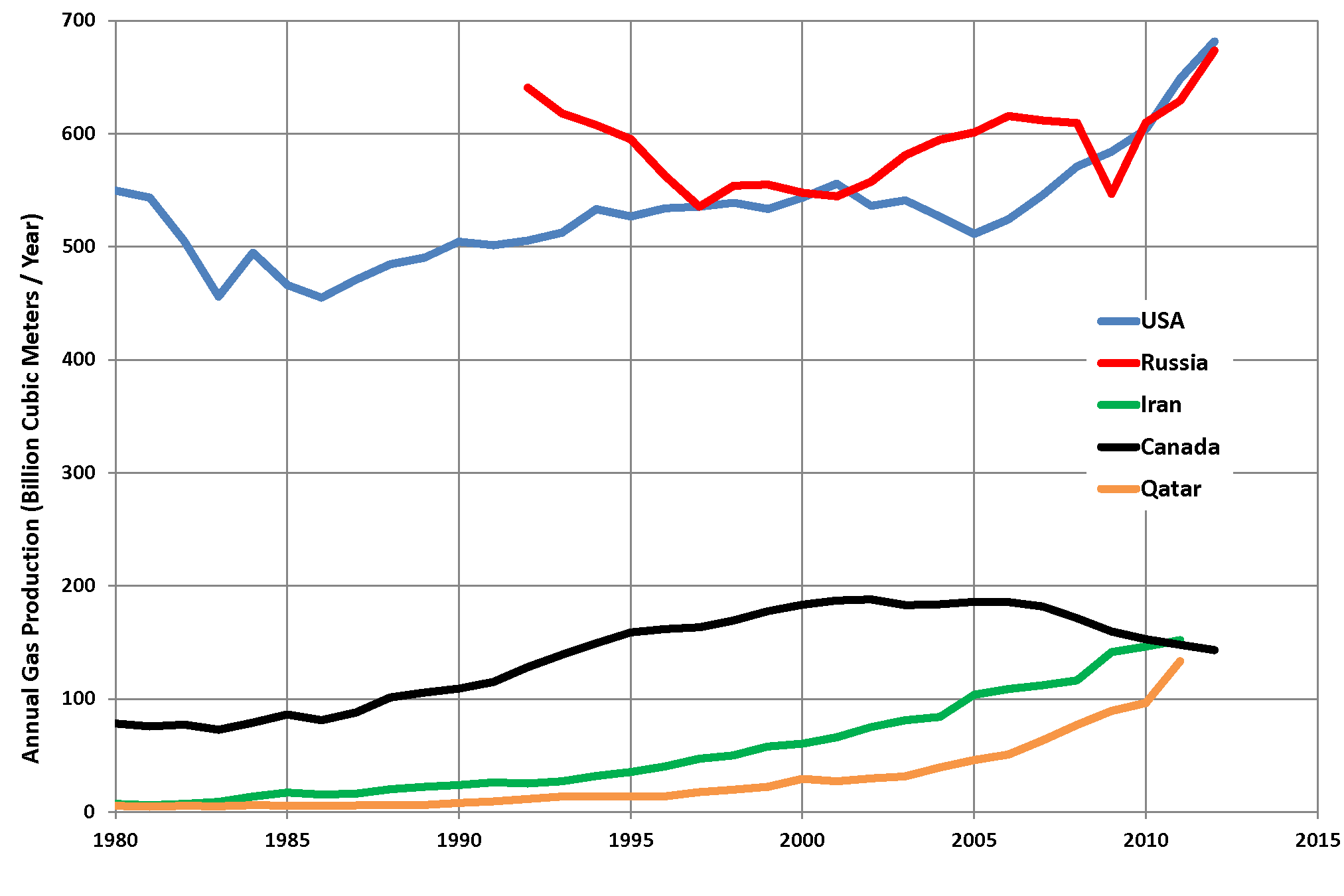
روندهای آماری تولید گاز طبیعی در پنج کشور برتر تولیدکننده گاز طبیعی تا سال ۲۰۱۳ میلادی (داده‌های EIA ایالات متحده)

در اوت ۲۰۱۵، احتمالاً بزرگ‌ترین اکتشاف گاز طبیعی تاریخ توسط یک شرکت گاز ایتالیایی انی انجام و اطلاع‌رسانی شد. این شرکت فعال در حوزه انرژی ادعا دارد که یک میدان گازی «فوق‌العاده بزرگ» را در دریای مدیترانه کشف کرده‌است. به گفته این شرکت این میدان حدود ۴۰ مایل مربع (۱۰۰ کیلومتر مربع) را پوشش می‌دهد. این میدان، میدان گازی ظهر (به انگلیسی:Zohr) نام گرفته و به گفته این شرکت می‌تواند ۳۰ بیلیون فوت مکعب (۸۵۰ میلیارد متر مکعب) میدان گاز طبیعی را در خود جای داده باشد. به گفته شرکت انی انرژی این میدان حدود ۵٫۵ میلیارد معادل بشکه نفت [BOE] (۳٫۴×۱۰۱۰ گیگاژول) است. میدان ظهر در آبهای عمیق سواحل شمالی مصر کشف شده و شرکت انی ادعا می‌کند که بزرگ‌ترین میدان دریای مدیترانه و حتی جهان خواهد بود.

### اتحادیه اروپا
قیمت گاز برای کاربران نهایی در سراسر اتحادیه اروپا بسیار متفاوت است. بازار یکسان و واحد انرژی اروپا که یکی از اهداف کلیدی اتحادیه اروپا است، باید قیمت گاز را در تمام کشورهای عضو اتحادیه اروپا یکسان کند. همچنین این بازار یکسان گاز به حل مشکلات عرضه و گرم شدن کره زمین، و همچنین تقویت روابط با سایر کشورهای مدیترانه کمک کرده و سرمایه‌گذاری در این منطقه را گسترش می‌دهد. ایالات متحده از قطر درخواست کرده‌است تا در صورت بروز اختلال در عرضه گاز طبیعی به دلیل بحران روسیه و اوکراین، گاز اضطراری به اتحادیه اروپا صادر کند.